# Michael Martin (duchowny)
Michael Thomas Martin (ur. 2 grudnia 1961 w Baltimore) – amerykański duchowny katolicki, biskup Charlotte od 2024. 

## Życiorys
10 czerwca 1989 otrzymał święcenia kapłańskie w Zakonie Braci Mniejszych Konwentualnych. Przez kilka lat pracował jako nauczyciel w zakonnej szkole w Athol Springs, a następnie kierował ośrodkami w Baltimore i w Durham. W 2022 objął probostwo w Jonesboro.
9 kwietnia 2024 papież Franciszek mianował go biskupem diecezji Charlotte. 
29 maja 2024 otrzymał święcenia biskupie w Kościele św. Marka w Huntersville. Udzielił mu ich arcybiskup Gregory Hartmayer.  